# مسیر تناسب اندام
مسیر تناسب اندام، میدان ورزیدگی یا شامل یک مسیر یا میدان است که لوازم ورزشی در فضای باز یا با مانع درطول آن برای تمرین بدنی انسان جهت ارتقای سلامت نصب شده است. این مسیر برای ارتقای تمرینات آمادگی جسمانی به سبک منسوب به ژرژ هبرت طراحی شده است. به طور کلی، مسیرهای تناسب اندام می توانند طبیعی یا ساخته دست بشر باشند که در مناطقی مانند جنگل، پارک ها یا محیط های شهری قرار داشته باشند.

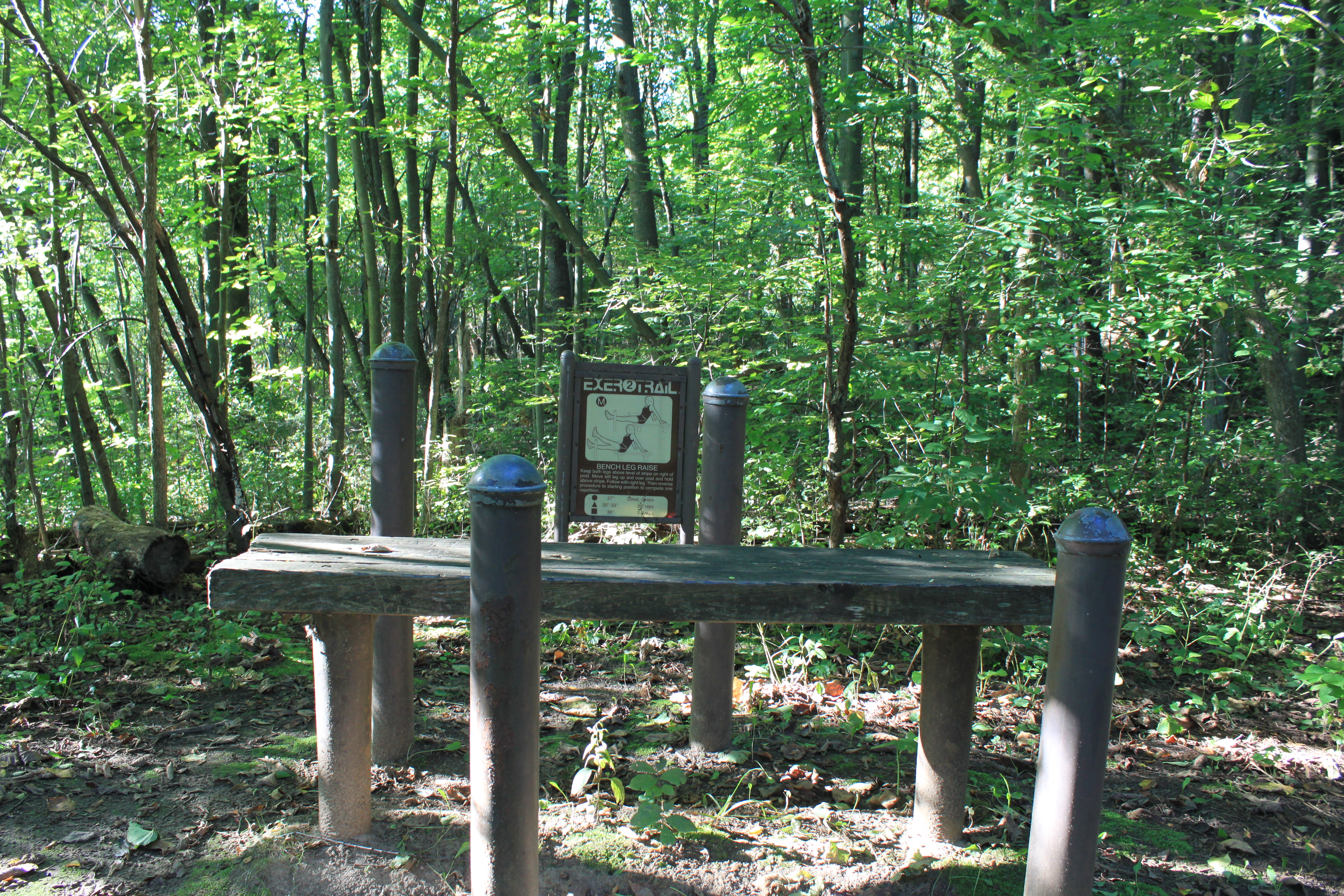
ایستگاه مسیر تناسب اندام، پارک خلیج شمالی، شهر یپسیلانتی، میشیگان

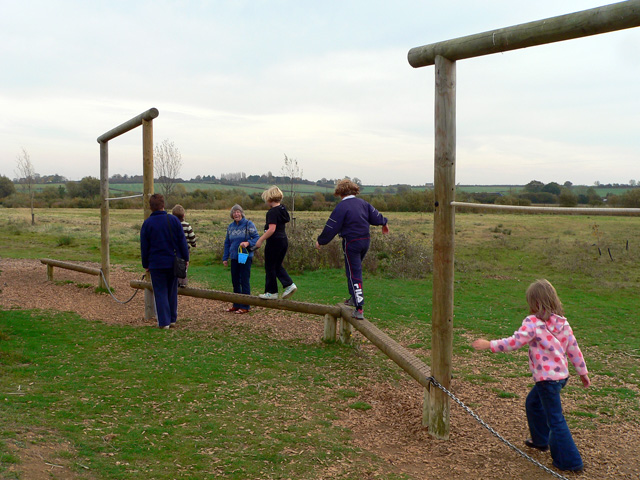
چوب موازنه در استنویک لِیکس در استنویک، انگلستان

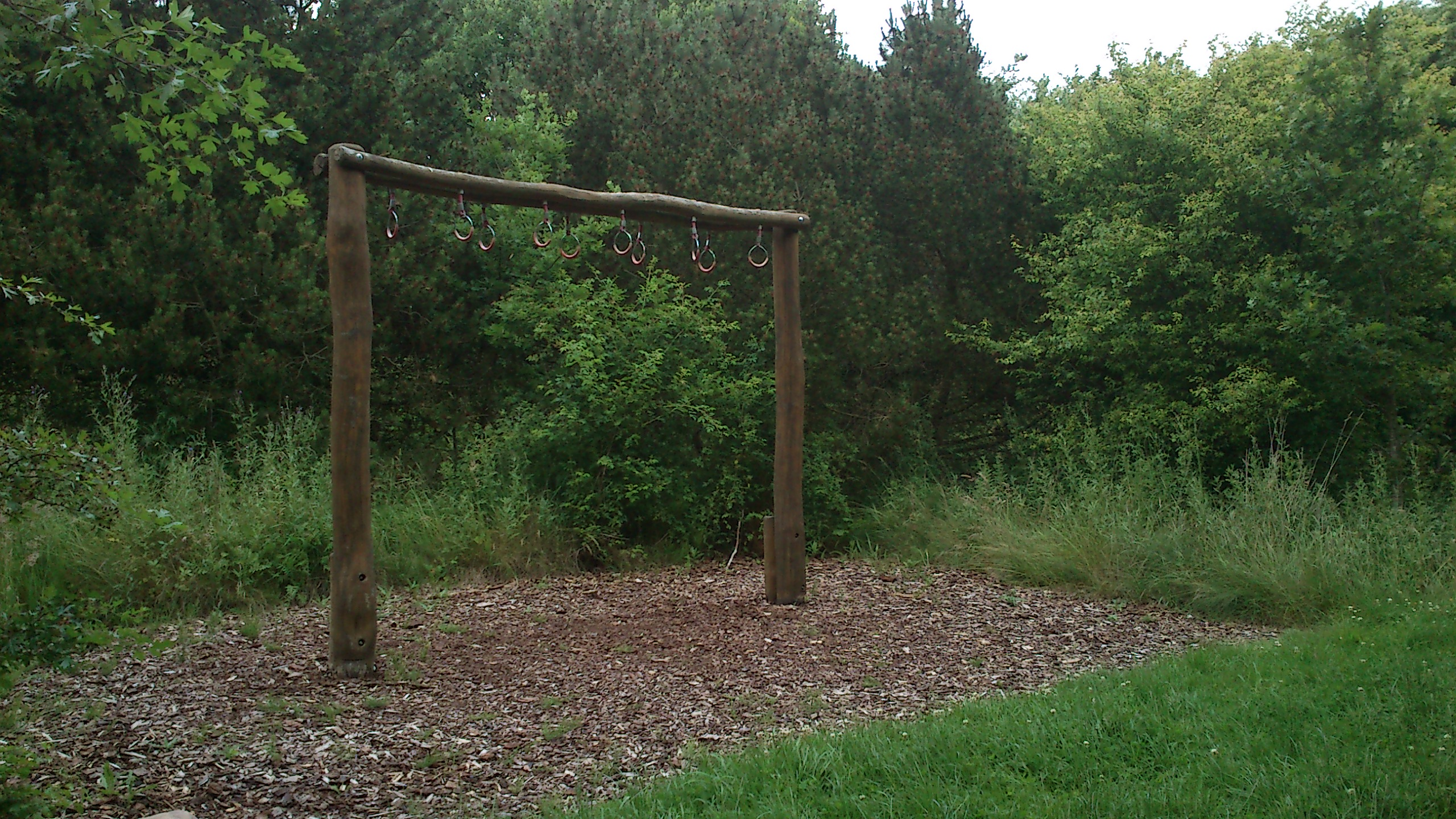

## همچنین ببینید
- چین-آپ
- دوی آزادن
- پارکور
- مسیر با مانع
- تناسب اندام در فضای باز
- باشگاه فضای باز

## یادداشت
1. ↑  Parcourse Redux - Outdoor fitness tracks ... Mike Grudowski. Outside, May 2000. Photos, examples. Retrieved 4 February 2010. (no longer available online).
2. ↑  «blog parcourses where have they gone Search Results». www.families.com. دریافت‌شده در ۲۰۲۲-۰۵-۲۷.